# Cultura de Belice

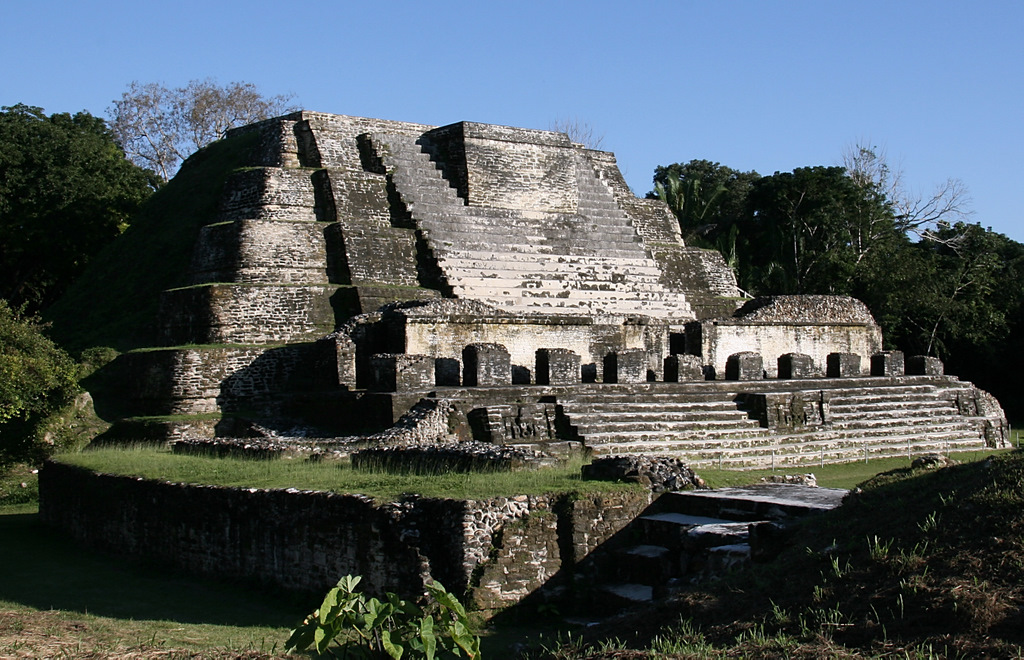
Imagen de Templo Maya Altun Ha en Belice parte de la cultura del país.

Belice es un país de América ubicado en el extremo noreste de América Central. Limita al norte con México y al oeste con Guatemala y al sur el golfo de Honduras lo separa del país homónimo, motivo por el cual fue conocido anteriormente como Honduras Británica hasta adquirir su actual denominación en razón de la ciudad de Belice (la maya Holzuz) y el río en cuya desembocadura está edificada. Su capital es Belmopán y la ciudad de Belice, (antigua capital del país), es la principal aglomeración urbana y además el principal puerto.

## Idiomas
El idioma oficial de Belice es el inglés,  pero los criollos (el grupo étnico más nutrido) hablan junto a éste su propio dialecto. El español es la lengua más utilizada en el Norte y en algunos pueblos occidentales. Así mismo existen minorías que se expresan en maya, chino, alemán menonita, libanés, árabe, hindi y garifuna (el idioma de los garinagu del distrito de Stann Creek). 

## Gastronomías
Belice no ha desarrollado nunca una verdadera cocina nacional. Su gastronomía se ha inspirado en la británica, estadounidense, mexicana y caribeña. Sus ingredientes básicos son el arroz y las alubias, consumidos a menudo con pollo, cerdo, ternera, pescado o verdura; la leche de coco y los plátanos fritos añaden a los platos un sabor genuinamente tropical. Las recetas exóticas tradicionales incluyen la carne de armadillo, venado y paca frita, un roedor de color pardo similar a un conejillo de indias.

## Mitología y leyendas mayas
Los mayas construyeron impresionantes templos siguiendo el movimiento de los cuerpos celestes, y también desarrollaron sofisticados sistemas matemáticos y astronómicos además de calendarios para medir el tiempo. Los españoles edificaron sobrias iglesias de piedra, pero la arquitectura moderna se basa en el estilo británico caribeño.
En su folclore, encontramos las leyendas de la Llorona, el Cadejo, la Sucia, el Tata Duende y la Xtabay.